# Александровск (Луганска област)
Александровск (укр. Олександрівськ рус. Александровск) град је у Украјини у Луганској области. Према процени из 2019. у граду је живело 6.481 становника.

## Историја
Град се налази у центру Луганске области, око 10 километара западно од главног града Луганска, северно од реке Лугањ.
Александровск је основан 1772. године као Александровка. Од 1959. место је добило статус насеља урбаног типа и преименовано у Александровск/Александривск, да би коначно добио статус града 1961. године.
Од лета 2014. године током рата у Украјини, град је под контролом делимично признате Луганске Народне Републике.

## Становништво
Према процени, у граду је 2019. живело 6.481 становника.
| 1970. | 1979. | 1989. | 2001. |
| ----- | ----- | ----- | ----- |
| 8.287 | 8.068 | 7.725 | 7.045 |